# Thomas Verhoeven
Thomas Verhoeven (18 aprile 1997) è un nuotatore olandese, specializzato nello stile farfalla, vincitore del bronzo ai mondiali in vasca corta di Abu Dhabi 2021 nella staffetta 4x50 metri stile libero.

## Palmarès
| Anno | Manifestazione          | Sede      | Evento         | Risultato | Prestazione | Note  |
| ---- | ----------------------- | --------- | -------------- | --------- | ----------- | ----- |
| 2021 | Europei                 | Budapest  | 50 m farfalla  | 12º B     | 23"53       | [ 1 ] |
| 2021 | Mondiali in vasca corta | Abu Dhabi | 100 m farfalla | 43º       | 52"60       |       |
| 2021 | Mondiali in vasca corta | Abu Dhabi | 4x50 m sl      | Bronzo    | 1'25"70     | [ 3 ] |